# Mateusz Klich
Mateusz Klich, né le 13 juin 1990 à Tarnów en Pologne, est un footballeur international polonais. Il joue au poste de milieu de terrain au KS Cracovia.
Son père Wojciech est un footballeur, et dirige à ce jour l'une des équipes de jeunes du KS Cracovia.

## Biographie

### Années de formation en Pologne
Mateusz Klich commence à jouer au football dès l'âge de neuf ans au Tarnovia Tarnów, l'un des nombreux clubs de sa ville de naissance[réf. nécessaire]. Il y reste quelques années, avant de taper dans l'œil des recruteurs du KS Cracovia, le plus vieux club polonais et multiple champion national[réf. nécessaire]. À partir de 2003, Klich prend part aux compétitions de jeunes mais intègre rapidement l'équipe réserve, étant doté d'une technique au-dessus de la moyenne et d'une bonne vue d'ensemble sur le terrain.
À dix-sept ans, il fait donc ses débuts avec le Cracovia II en Młoda Ekstraklasa et joue quelques matches[réf. nécessaire]. Peu avant le début de la saison 2008-2009, Mateusz Klich signe son premier contrat professionnel et commence à s'entraîner avec les joueurs de l'équipe première. Il y joue d'ailleurs les matches de préparation, dont le premier contre le Varteks Varaždin.

### Entrée dans le monde professionnel avec le Cracovia
Après trois nouveaux mois passés avec la réserve, il intègre définitivement le groupe pro et joue son premier match officiel en championnat le 7 novembre 2008 contre le GKS Bełchatów. Auteur d'une prestation intéressante, il est retitularisé lors de la rencontre suivante. À l'issue de cette saison, il compte à son actif douze matches de haut niveau.
Alors que la saison suivante se profile, son statut de joker ne change pas. Mais en septembre, après un match disputé face au Jagiellonia Białystok, il convainc l'entraîneur de lui faire confiance. Régulier ensuite dans ses performances, il ne quitte plus sa place de titulaire sur le terrain, et enchaîne les rencontres d'Ekstraklasa. Il devient ainsi, et durant deux saisons, le leader technique d'une équipe à la lutte pour ne pas descendre.
En mai 2011, Mateusz Klich est appelé pour la première fois en sélection polonaise par Franciszek Smuda, en vue des deux matches amicaux prestigieux qui se profilent au stade de l'armée polonaise de Varsovie. Le 5 juin, il fait ses débuts contre une équipe d'Argentine « bis », entrant en jeu en toute fin de partie – remportée sur le score de deux buts à un – à la place de Robert Lewandowski. Quatre jours plus tard, il reste sur le banc de touche et assiste à la défaite des siens contre la France.

### Départ précoce pour l'Allemagne
Le 16 juin 2011, Klich signe un contrat de trois ans au VfL Wolfsburg,, équipe du championnat allemand qui débourse un million et demi d'euros. Le jeune Polonais devient alors le joueur le plus cher de toute l'histoire du Cracovia, et arrive dans l'optique de remplacer le Brésilien Diego.

### Leeds United
Le 23 juin 2017, il rejoint Leeds United.

### D.C. United
Après plus de cinq ans avec Leeds United, Klich s'engage à D.C. United, en Major League Soccer, où il signe un contrat de deux saisons avec le statut de joueur désigné.
Atlanta United
À l'intersaison 2025, Mateusz Klich quitte D.C. United et s'engage à Atlanta United FC en Major League Soccer 

## Palmarès
Leeds United
- Vainqueur du Championship en 2020.

 PEC Zwolle
- Vainqueur de la Coupe des Pays-Bas en 2014